# Persone più potenti del mondo secondo Forbes
Ogni anno (dal 2009) la rivista statunitense Forbes compila una lista delle persone più potenti del mondo. La lista ha un nome per ogni 100 milioni di abitanti sulla Terra, ed era composta quindi da 67 diversi nomi nel 2009, da 68 nel 2010, da 70 nel 2011 e da 71 nel 2012. L'elenco è stato stilato tenendo conto, oltre delle risorse finanziarie disponibili, anche del grado d'influenza sulle vicende globali.

## 2018[2]
| #  | Nome                         | Carica / Posizione |
| -- | ---------------------------- | --- |
| 1  | Xi Jinping                   | Presidente del Partito Comunista Cinese |
| 2  | Vladimir Putin               | Presidente della Federazione Russa |
| 3  | Donald Trump                 | Fondatore della Trump Organization e Presidente degli Stati Uniti d'America                                                                            |
| 4  | Angela Merkel                | Cancelliera federale della Germania |
| 5  | Jeff Bezos                   | Fondatore di Amazon.com |
| 6  | Papa Francesco               | 266º Papa della Chiesa cattolica |
| 7  | Bill Gates                   | Fondatore di Microsoft e della Bill & Melinda Gates Foundation                                                                                         |
| 8  | Mohammad bin Salman Al Sa'ud | Principe dell'Arabia Saudita |
| 9  | Narendra Modi                | Primo ministro della Repubblica Indiana |
| 10 | Larry Page                   | Fondatore di Google |
| 11 | Jerome Powell                | Presidente della Federal Reserve |
| 12 | Emmanuel Macron              | Presidente della Repubblica Francese |
| 13 | Mark Zuckerberg              | Fondatore di Facebook |
| 14 | Theresa May                  | Primo ministro del Regno Unito |
| 15 | Li Keqiang                   | Membro del Comitato permanente dell'ufficio politico del Partito Comunista Cinese vice-Premier del Consiglio di Stato della Repubblica Popolare Cinese |
| 16 | Warren Buffett               | Presidente di Berkshire Hathaway |
| 17 | Ali Khamenei                 | Guida suprema dell'Iran |
| 18 | Mario Draghi                 | Presidente della Banca centrale europea |
| 19 | Jamie Dimon                  | Presidente di JPMorgan Chase |
| 20 | Carlos Slim Helú             | Presidente di América Móvil |
| 21 | Jack Ma                      | Presidente di Alibaba Group |
| 22 | Christine Lagarde            | Direttrice Operativa del Fondo Monetario Internazionale                                                                                                |
| 23 | Doug McMillon                | Presidente di Wal-Mart Stores |
| 24 | Tim Cook                     | Amministratore delegato di Apple |
| 25 | Elon Musk                    | Presidente di Tesla Motors |

## 2016[3]
| #  | Nome            | Carica / Posizione |
| -- | --------------- | --- |
| 1  | Vladimir Putin  | Presidente della Federazione Russa |
| 2  | Donald Trump    | Fondatore della Trump Organization e Presidente degli Stati Uniti d'America                                                                            |
| 3  | Angela Merkel   | Cancelliera federale della Germania |
| 4  | Xi Jinping      | Presidente del Partito Comunista Cinese |
| 5  | Papa Francesco  | 266º Papa della Chiesa cattolica |
| 6  | Janet Yellen    | Presidente della Federal Reserve |
| 7  | Bill Gates      | Fondatore di Microsoft e della Bill & Melinda Gates Foundation                                                                                         |
| 8  | Larry Page      | Fondatore di Google |
| 9  | Narendra Modi   | Primo ministro della Repubblica Indiana |
| 10 | Mark Zuckerberg | Fondatore di Facebook |
| 11 | Mario Draghi    | Presidente della Banca centrale europea |
| 12 | Li Keqiang      | Membro del Comitato permanente dell'ufficio politico del Partito Comunista Cinese vice-Premier del Consiglio di Stato della Repubblica Popolare Cinese |
| 13 | Theresa May     | Primo ministro del Regno Unito |

## 2015[4]
| #  | Nome           | Carica / Posizione                                             |
| -- | -------------- | -------------------------------------------------------------- |
| 1  | Vladimir Putin | Presidente della Federazione Russa                             |
| 2  | Angela Merkel  | Cancelliera federale della Germania                            |
| 3  | Barack Obama   | Presidente degli Stati Uniti d'America                         |
| 4  | Papa Francesco | 266º Papa della Chiesa cattolica                               |
| 5  | Xi Jinping     | Presidente del Partito Comunista Cinese                        |
| 6  | Bill Gates     | Fondatore di Microsoft e della Bill & Melinda Gates Foundation |
| 7  | Janet Yellen   | Presidente della Federal Reserve                               |
| 8  | David Cameron  | Primo ministro del Regno Unito                                 |
| 9  | Narendra Modi  | Primo ministro della Repubblica Indiana                        |
| 10 | Larry Page     | Fondatore di Google                                            |
| 11 | Mario Draghi   | Presidente della Banca Centrale Europea                        |

## 2014
| #  | Nome                          | Carica / Posizione |
| -- | ----------------------------- | --- |
| 1  | Vladimir Putin                | Presidente della Federazione Russa |
| 2  | Barack Obama                  | Presidente degli Stati Uniti d'America |
| 3  | Xi Jinping                    | Segretario generale del Partito Comunista Cinese Presidente della Commissione militare centrale (Cina)                                                 |
| 4  | Papa Francesco                | 266º Papa della Chiesa cattolica |
| 5  | Angela Merkel                 | Cancelliera federale della Germania |
| 6  | Janet Yellen                  | Presidente della Federal Reserve System |
| 7  | Bill Gates                    | Fondatore della Microsoft |
| 8  | Mario Draghi                  | Presidente della Banca Centrale Europea |
| 9  | Larry Page Sergey Brin        | Fondatori di Google |
| 10 | David Cameron                 | Primo ministro del Regno Unito |
| 11 | Abd Allah dell'Arabia Saudita | Re dell'Arabia Saudita |
| 12 | Warren Buffett                | Presidente e Amministratore delegato della Berkshire Hathaway                                                                                          |
| 13 | Li Keqiang                    | Membro del Comitato permanente dell'ufficio politico del Partito Comunista Cinese vice-Premier del Consiglio di Stato della Repubblica Popolare Cinese |
| 14 | Carlos Slim Helú              | Amministratore delegato della Telmex |
| 15 | Narendra Modi                 | Primo ministro dell'India |
| 16 | Jeff Bezos                    | Presidente del consiglio di amministrazione di Amazon.com                                                                                              |
| 17 | François Hollande             | Presidente della Repubblica Francese |
| 18 | James S. Dimon                | Presidente del consiglio di amministrazione della JPMorgan Chase                                                                                       |
| 19 | Ali Hoseini-Khamenei          | Guida Suprema dell'Iran |
| 20 | Rex Tillerson                 | Presidente del consiglio di amministrazione della ExxonMobil                                                                                           |
| 21 | Jeffrey R. Immelt             | Presidente del consiglio di amministrazione della General Electric                                                                                     |
| 22 | Mark Zuckerberg               | Fondatore di Facebook |
| 23 | Michael Bloomberg             | 108º Sindaco di New York fondatore della Bloomberg (azienda)                                                                                           |
| 24 | Charles Koch David Koch       | Proprietari di Koch Industries |
| 25 | Tim Cook                      | Amministratore delegato di Apple |

## 2013[5]
| #  | Nome                          | Carica / Posizione |
| -- | ----------------------------- | --- |
| 1  | Vladimir Putin                | Presidente della Federazione Russa |
| 2  | Barack Obama                  | Presidente degli Stati Uniti d'America |
| 3  | Xi Jinping                    | Segretario generale del Partito Comunista Cinese Presidente della Commissione militare centrale (Cina)                                                 |
| 4  | Papa Francesco                | 266º Papa della Chiesa cattolica |
| 5  | Angela Merkel                 | Cancelliera federale della Germania |
| 6  | Bill Gates                    | Fondatore della Microsoft |
| 7  | Ben Bernanke                  | Presidente della Federal Reserve System |
| 8  | Abd Allah dell'Arabia Saudita | Re dell'Arabia Saudita |
| 9  | Mario Draghi                  | Presidente della Banca Centrale Europea |
| 10 | Michael Duke                  | Amministratore delegato della Wal-Mart |
| 11 | David Cameron                 | Primo ministro del Regno Unito |
| 12 | Carlos Slim Helú              | Amministratore delegato della Telmex |
| 13 | Warren Buffett                | Presidente e Amministratore delegato della Berkshire Hathaway                                                                                          |
| 14 | Li Keqiang                    | Membro del Comitato permanente dell'ufficio politico del Partito Comunista Cinese vice-Premier del Consiglio di Stato della Repubblica Popolare Cinese |
| 15 | Jeff Bezos                    | Presidente del consiglio di amministrazione di Amazon.com                                                                                              |
| 16 | Rex Tillerson                 | Presidente del consiglio di amministrazione della ExxonMobil                                                                                           |
| 17 | Larry Page Sergey Brin        | Fondatori di Google |
| 18 | François Hollande             | Presidente della Repubblica Francese |

## 2012[6]
| #  | Nome                          | Carica / Posizione |
| -- | ----------------------------- | --- |
| 1  | Barack Obama                  | 44º Presidente degli Stati Uniti d'America |
| 2  | Angela Merkel                 | Cancelliera federale della Germania |
| 3  | Vladimir Putin                | Primo ministro della Federazione Russa |
| 4  | Bill Gates                    | Fondatore di Microsoft |
| 5  | Papa Benedetto XVI            | 265º Papa della Chiesa cattolica |
| 6  | Ben Bernanke                  | Presidente della Federal Reserve System |
| 7  | Abd Allah dell'Arabia Saudita | 6º Re dell'Arabia Saudita |
| 8  | Mario Draghi                  | 3º Presidente della Banca centrale europea |
| 9  | Xi Jinping                    | Segretario generale del Partito Comunista Cinese Presidente della Commissione militare centrale                                                        |
| 10 | David Cameron                 | Primo ministro del Regno Unito |
| 11 | Carlos Slim Helú              | Amministratore delegato della Telmex |
| 12 | Sonia Gandhi                  | Presidente del Congresso Nazionale Indiano |
| 13 | Li Keqiang                    | Membro del Comitato permanente dell'ufficio politico del Partito Comunista Cinese Vice-premier del Consiglio di Stato della Repubblica Popolare Cinese |
| 14 | François Hollande             | Presidente della Repubblica francese |
| 15 | Warren Buffett                | Presidente e amministratore delegato della Berkshire Hathaway                                                                                          |
| 16 | Michael Bloomberg             | 108º Sindaco di New York fondatore della Bloomberg (azienda)                                                                                           |
| 17 | Michael Duke                  | Amministratore delegato della Wal-Mart |
| 18 | Dilma Rousseff                | Presidente del Brasile |
| 19 | Manmohan Singh                | Primo ministro dell'India |
| 20 | Larry Page Sergey Brin        | Fondatori di Google |
| 21 | Ali Hoseini-Khamenei          | Guida Suprema dell'Iran |
| 22 | Rex Tillerson                 | Presidente del consiglio di amministrazione della ExxonMobil                                                                                           |
| 23 | Benjamin Netanyahu            | Primo ministro israeliano |
| 24 | Jeffrey R. Immelt             | Presidente del consiglio di amministrazione della General Electric                                                                                     |
| 25 | Mark Zuckerberg               | Fondatore di Facebook |
| 26 | Rupert Murdoch                | Proprietario della News Corporation |
| 27 | Jeff Bezos                    | Presidente del consiglio di amministrazione di Amazon.com                                                                                              |
| 28 | Ashfaq Parvez Kayani          | Capo di Stato Maggiore dell'Esercito del Pakistan |
| 29 | Mario Monti                   | 25º Presidente del Consiglio dei ministri della Repubblica Italiana                                                                                    |
| 30 | Ban Ki-moon                   | Segretario Generale delle Nazioni Unite |
| 31 | Li Ka-shing                   | Presidente del consiglio di amministrazione della Cheung Kong Holdings, Hutchison Whampoa e Li Ka Shing Foundation                                     |
| 38 | Christine Lagarde             | 11º Presidente del Fondo Monetario Internazionale |
| 49 | Sebastián Piñera              | Presidente del Cile |
| 50 | Bill Clinton                  | Presidente del consiglio di amministrazione della Clinton Global Initiative                                                                            |
| 56 | Bernard Arnault               | Presidente della Louis Vuitton Moet Hennessy |
| 61 | Dmitrij Medvedev              | Primo ministro della Federazione Russa |
| 67 | Alisher Usmanov               | Fondatore di Metalloinvest |
| 69 | Joseph Blatter                | Presidente della FIFA |
| 70 | Aleksej Miller                | Amministratore delegato di Gazprom |

### Lista per nazioni
| Rappresentanti | Stato       | Note                                                   |
| -------------- | ----------- | ------------------------------------------------------ |
| 26             | Stati Uniti | 1 condiviso con l'Australia, 2 sono nella stessa voce. |
| 4              | Cina        |                                                        |
| 4              | Russia      |                                                        |
| 3              | Francia     |                                                        |
| 3              | India       | 1 condiviso con l'Italia.                              |
| 3              | Italia      | 1 condiviso con l'Unione Europea, 1 con l'India.       |
| 2              | Germania    | 1 condiviso con il Vaticano.                           |
| 1              | Brasile     |                                                        |
| 1              | Cile        |                                                        |
| 1              | Hong Kong   |                                                        |
| 1              | Iran        |                                                        |
| 1              | Israele     |                                                        |

## 2011[7]
| #  | Nome                          | Carica / Posizione                                                                           |
| -- | ----------------------------- | -------------------------------------------------------------------------------------------- |
| 1  | Barack Obama                  | 44º Presidente degli Stati Uniti d'America                                                   |
| 2  | Vladimir Putin                | Primo ministro della Federazione Russa                                                       |
| 3  | Hu Jintao                     | Segretario generale del Partito Comunista Cinese Presidente della Repubblica popolare cinese |
| 4  | Angela Merkel                 | Cancelliera federale della Germania                                                          |
| 5  | Bill Gates                    | Fondatore di Microsoft                                                                       |
| 6  | Abd Allah dell'Arabia Saudita | 6º Re dell'Arabia Saudita                                                                    |
| 7  | Papa Benedetto XVI            | 265º Papa della Chiesa cattolica                                                             |
| 8  | Ben Bernanke                  | Presidente della Federal Reserve System                                                      |
| 9  | Mark Zuckerberg               | Fondatore di Facebook                                                                        |
| 10 | David Cameron                 | Primo ministro del Regno Unito                                                               |
| 11 | Sonia Gandhi                  | Presidente del Congresso Nazionale Indiano                                                   |
| 12 | Mario Draghi                  | 3º Presidente della Banca centrale europea                                                   |
| 13 | Nicolas Sarkozy               | Presidente della Repubblica francese                                                         |
| 14 | Wen Jiabao                    | Primo ministro del Consiglio di Stato della Repubblica Popolare Cinese                       |
| 15 | Zhou Xiaochuan                | 11º Governatore della Banca Popolare Cinese                                                  |
| 16 | Hillary Clinton               | 67º Segretario di Stato degli Stati Uniti d'America                                          |
| 17 | Michael Bloomberg             | 108º Sindaco di New York fondatore della Bloomberg (azienda)                                 |
| 18 | Timothy Geithner              | 75º Segretario al Tesoro degli Stati Uniti                                                   |
| 19 | Manmohan Singh                | Primo ministro dell'India                                                                    |
| 20 | Warren Buffett                | Amministratore delegato della Berkshire Hathaway                                             |
| 21 | Silvio Berlusconi             | 51º Presidente del Consiglio dei ministri della Repubblica Italiana                          |
| 22 | Dilma Rousseff                | Presidente del Brasile                                                                       |
| 23 | Carlos Slim Helú              | Amministratore delegato della Telmex                                                         |
| 24 | Rupert Murdoch                | Proprietario della News Corporation                                                          |
| 25 | Benjamin Netanyahu            | Primo ministro israeliano                                                                    |
| 26 | Ali Hoseini-Khamenei          | Guida Suprema dell'Iran                                                                      |
| 27 | Mike Duke                     | Amministratore delegato della Wal-Mart                                                       |
| 28 | Jeffrey R. Immelt             | Presidente del consiglio di amministrazione della General Electric                           |
| 29 | Zhou Yongkang                 | Membri del Comitato permanente dell'ufficio politico del Partito Comunista Cinese            |
| 30 | Larry Page Sergey Brin        | Fondatori di Google                                                                          |

## 2010
| #  | Nome                          | Carica/Posizione                                                                                                  |
| -- | ----------------------------- | --- |
| 1  | Hu Jintao                     | Segretario generale del Partito Comunista Cinese Presidente della Repubblica Popolare Cinese                      |
| 2  | Barack Obama                  | 44º Presidente degli Stati Uniti                                                                                  |
| 3  | Abd Allah dell'Arabia Saudita | 6º Re dell'Arabia Saudita                                                                                         |
| 4  | Vladimir Putin                | Primo ministro della Federazione Russa                                                                            |
| 5  | Papa Benedetto XVI            | 265º Papa della Chiesa cattolica                                                                                  |
| 6  | Angela Merkel                 | Cancelliera federale della Germania                                                                               |
| 7  | David Cameron                 | Primo ministro del Regno Unito                                                                                    |
| 8  | Ben Bernanke                  | 14º Presidente della Federal Reserve                                                                              |
| 9  | Sonia Gandhi                  | Presidente del Congresso indiano                                                                                  |
| 10 | Bill Gates                    | Co-proprietario della Bill & Melinda Gates Foundation fondatore della Microsoft                                   |
| 11 | Zhou Xiachoun                 | 11º Governatore della Banca Popolare Cinese                                                                       |
| 12 | Dmitrij Medvedev              | Presidente della Federazione Russa                                                                                |
| 13 | Rupert Murdoch                | Proprietario della News Corporation                                                                               |
| 14 | Silvio Berlusconi             | 50º Presidente del Consiglio dei ministri della Repubblica Italiana                                               |
| 15 | Jean-Claude Trichet           | Presidente della Banca centrale europea                                                                           |
| 16 | Dilma Rousseff                | Presidente del Brasile                                                                                            |
| 17 | Steve Jobs                    | Presidente della Apple Inc.                                                                                       |
| 18 | Manmohan Singh                | Primo ministro dell'India                                                                                         |
| 19 | Nicolas Sarkozy               | Presidente della Repubblica francese                                                                              |
| 20 | Hillary Clinton               | 67º Segretario di Stato degli Stati Uniti                                                                         |
| 21 | Carlos Slim Helú              | Amministratore delegato della Telmex                                                                              |
| 22 | Larry Page Sergey Brin        | Fondatori di Google                                                                                               |
| 23 | Michael Bloomberg             | 108º Sindaco di New York fondatore della Bloomberg (azienda)                                                      |
| 24 | Benjamin Netanyahu            | Primo ministro israeliano                                                                                         |
| 25 | Michael Duke                  | Amministratore delegato della Wal-Mart                                                                            |
| 26 | Ali Hoseini-Khamenei          | Guida Suprema dell'Iran                                                                                           |
| 27 | Naoto Kan                     | Primo ministro del Giappone                                                                                       |
| 28 | Timothy Geithner              | 75º Segretario al Tesoro degli Stati Uniti                                                                        |
| 29 | Ashfaq Parvez Kayani          | Capo dell'Esercito pakistano                                                                                      |
| 30 | Lou Jiwei                     | Presidente del consiglio di amministrazione della Cina Investment Corporation                                     |
| 31 | Kim Jong-il                   | Governatore della Corea del Nord                                                                                  |
| 32 | Li Changchun                  | Membri del Comitato permanente dell'ufficio politico del Partito Comunista Cinese                                 |
| 33 | Warren Buffett                | Amministratore delegato della Berkshire Hathaway                                                                  |
| 34 | Mukesh Ambani                 | Presidente della Reliance Industries                                                                              |
| 35 | Jeffrey R. Immelt             | Presidente del consiglio di amministrazione della General Electric                                                |
| 36 | Sir Li Ka-shing               | Presidente del consiglio di amministrazione della Cheung Kong Holdings Hutchison Whampoa e Li Ka Shing Foundation |
| 37 | Dominique Strauss-Kahn        | 10º Presidente del Fondo Monetario Internazionale                                                                 |
| 38 | Masaaki Shirakawa             | Governatore della Banca nazionale giapponese                                                                      |
| 39 | Tenzin Gyatso                 | 14º Dalai Lama |
| 40 | Mark Zuckerberg               | Fondatore di Facebook                                                                                             |
| 41 | Ban Ki-moon                   | Segretario Generale delle Nazioni Unite                                                                           |
| 42 | Lloyd Blankfein               | Presidente del consiglio di amministrazione di Goldman Sachs                                                      |
| 43 | Bernard Arnault               | Presidente della Louis Vuitton Moet Hennessy                                                                      |
| 44 | Lakshmi Mittal                | Presidente della ArcelorMittal                                                                                    |
| 45 | Robert Zoellick               | 11º Presidente della World Bank Group                                                                             |
| 46 | Robin Li                      | Presidente del consiglio di amministrazione di Baidu                                                              |
| 47 | Jaime Dimon                   | Presidente del consiglio di amministrazione della JPMorgan Chase                                                  |
| 48 | Larry Fink                    | Presidente del consiglio di amministrazione di BlackRock                                                          |
| 49 | Rex Tillerson                 | Presidente del consiglio di amministrazione della ExxonMobil                                                      |
| 50 | Bill Keller                   | Direttore del The New York Times                                                                                  |
| 51 | Sebastián Piñera              | Presidente del Cile                                                                                               |
| 52 | Igor' Sečin                   | Ministro della Russia                                                                                             |
| 57 | Osama bin Laden               | Fondatore di Al-Qaida                                                                                             |
| 68 | Julian Assange                | Fondatore del sito Wikileaks                                                                                      |

## 2009
| #  | Nome                          | Carica/Posizione                                                                                                  |
| -- | ----------------------------- | --- |
| 1  | Barack Obama                  | 44º Presidente degli Stati Uniti                                                                                  |
| 2  | Hu Jintao                     | Segretario generale del Partito Comunista Cinese Presidente della Repubblica Popolare Cinese                      |
| 3  | Vladimir Putin                | Primo ministro della Federazione Russa                                                                            |
| 4  | Ben Bernanke                  | 14º Presidente della Federal Reserve                                                                              |
| 5  | Larry Page Sergey Brin        | Fondatori di Google                                                                                               |
| 6  | Carlos Slim Helú              | Amministratore delegato della Telmex                                                                              |
| 7  | Rupert Murdoch                | Proprietario della News Corporation                                                                               |
| 8  | Mike Duke                     | Amministratore delegato della Wal-Mart                                                                            |
| 9  | Abd Allah dell'Arabia Saudita | 6º Re dell'Arabia Saudita                                                                                         |
| 10 | Bill Gates                    | Co-proprietario della Bill & Melinda Gates Foundation fondatore della Microsoft                                   |
| 11 | Papa Benedetto XVI            | 265º Papa della Chiesa cattolica                                                                                  |
| 12 | Silvio Berlusconi             | 50º Presidente del Consiglio dei ministri della Repubblica Italiana                                               |
| 13 | Jeffrey R. Immelt             | Presidente del consiglio di amministrazione della General Electric                                                |
| 14 | Warren Buffett                | Amministratore delegato della Berkshire Hathaway                                                                  |
| 15 | Angela Merkel                 | Cancelliera federale della Germania                                                                               |
| 16 | Laurence D. Fink              | Presidente del consiglio di amministrazione di BlackRock                                                          |
| 17 | Hillary Clinton               | 67º Segretario di Stato degli Stati Uniti                                                                         |
| 18 | Lloyd Blankfein               | Presidente del consiglio di amministrazione di Goldman Sachs                                                      |
| 19 | Li Changchun                  | Membri del Comitato permanente dell'ufficio politico del Partito Comunista Cinese                                 |
| 20 | Michael Bloomberg             | 108º Sindaco di New York fondatore della Bloomberg (azienda)                                                      |
| 21 | Timothy Geithner              | 75º Segretario al Tesoro degli Stati Uniti                                                                        |
| 22 | Rex Tillerson                 | Presidente del consiglio di amministrazione della ExxonMobil                                                      |
| 23 | Sir Li Ka-shing               | Presidente del consiglio di amministrazione della Cheung Kong Holdings Hutchison Whampoa e Li Ka Shing Foundation |
| 24 | Kim Jong-il                   | Governatore della Corea del Nord                                                                                  |
| 25 | Jean-Claude Trichet           | 2º Presidente della Banca centrale europea                                                                        |
| 26 | Masaaki Shirakawa             | Governatore della Banca nazionale giapponese                                                                      |
| 27 | Ahmed bin Zayed Al Nahyan     | Direttore dell'Abu Dhabi Investment Authority                                                                     |
| 28 | Akio Toyoda                   | Amministratore delegato della Toyota                                                                              |
| 29 | Gordon Brown                  | Primo ministro del Regno Unito                                                                                    |
| 30 | James S. Dimon                | Presidente del consiglio di amministrazione della JPMorgan Chase                                                  |
| 31 | Bill Clinton                  | 42º Presidente degli Stati Uniti fondatore della Clinton Foundation                                               |
| 32 | William H. Gross              | Capo ufficio investimenti della Pacific Investment Management Company                                             |
| 33 | Luiz Inácio Lula da Silva     | 35º Presidente del Brasile                                                                                        |
| 34 | Lou Jiwei                     | Presidente del consiglio di amministrazione della China Investment Corporation                                    |
| 35 | Yukio Hatoyama                | Primo ministro del Giappone                                                                                       |
| 36 | Manmohan Singh                | Primo ministro dell'India                                                                                         |
| 37 | Osama bin Laden               | Fondatore di Al-Qaida                                                                                             |
| 38 | Syed Yousaf Raza Gilani       | Primo ministro del Pakistan                                                                                       |
| 39 | Tenzin Gyatso                 | 14º Dalai Lama |
| 40 | Ali Hoseini-Khamenei          | Guida Suprema dell'Iran                                                                                           |
| 41 | Joaquín Guzmán Loera          | Criminale a capo del Cartello di Sinaloa                                                                          |
| 42 | Igor' Sečin                   | Ministro della Russia                                                                                             |
| 43 | Dmitrij Medvedev              | Presidente della Federazione Russa                                                                                |
| 44 | Mukesh Ambani                 | Presidente della Reliance Industries                                                                              |
| 45 | Oprah Winfrey                 | Conduttrice del The Oprah Winfrey Show                                                                            |
| 46 | Benjamin Netanyahu            | Primo ministro israeliano                                                                                         |
| 47 | Dominique Strauss-Kahn        | 10º Presidente del Fondo Monetario Internazionale                                                                 |
| 48 | Zhou Xiaochuan                | 11º Governatore della Banca Popolare Cinese                                                                       |
| 49 | John G. Roberts               | 17º Presidente della Corte Suprema degli Stati Uniti                                                              |
| 50 | Dawood Ibrahim                | Capo della D-Company                                                                                              |
| 51 | Bill Keller                   | Direttore del The New York Times                                                                                  |
| 52 | Bernard Arnault               | Presidente della Louis Vuitton Moet Hennessy                                                                      |
| 53 | Sepp Blatter                  | Presidente della FIFA                                                                                             |
| 54 | Wadah Khanfar                 | Direttore generale di Al Jazeera                                                                                  |
| 55 | Lakshmi Mittal                | Presidente della ArcelorMittal                                                                                    |
| 56 | Nicolas Sarkozy               | Presidente della Repubblica francese                                                                              |
| 57 | Steve Jobs                    | Presidente della Apple Inc.                                                                                       |
| 58 | Fujio Mitarai                 | Presidente del consiglio di amministrazione della Canon                                                           |
| 59 | Ratan Tata                    | Presidente del consiglio di amministrazione della Tata Group                                                      |
| 60 | Jacques Rogge                 | 8º Presidente del Comitato Olimpico Internazionale                                                                |
| 61 | Li Rongrong                   | Presidente della SASAC                                                                                            |
| 62 | Blairo Maggi                  | Governatore del Mato Grosso                                                                                       |
| 63 | Robert Zoellick               | 11º Presidente della World Bank Group                                                                             |
| 64 | António Guterres              | Alto commissariato delle Nazioni Unite per i rifugiati                                                            |
| 65 | Mark Thompson                 | Direttore generale della BBC                                                                                      |
| 66 | Klaus Schwab                  | Fondatore del Forum Economico Mondiale                                                                            |
| 67 | Hugo Chávez                   | Presidente del Venezuela                                                                                          |

### Lista per nazioni
Dei 193 Stati sovrani riconosciuti, 24 sono rappresentati nella lista stilata dalla rivista Forbes, insieme a due organizzazioni internazionali (Unione europea e ONU) e due territori contesi (Palestina e Tibet).
| Rappresentanti | Stato               | Note                                                   |
| -------------- | ------------------- | ------------------------------------------------------ |
| 23             | Stati Uniti         | 1 condiviso con l'Australia, 2 sono nella stessa voce. |
| 6              | Cina                | 1 condiviso con Canada e Regno Unito.                  |
| 5              | India               |                                                        |
| 4              | Francia             | 1 condiviso con l'Unione Europea.                      |
| 4              | Giappone            |                                                        |
| 3              | Germania            | 1 condiviso con il Vaticano.                           |
| 3              | Russia              |                                                        |
| 3              | Regno Unito         | 1 condiviso con Canada e Cina.                         |
| 2              | Brasile             |                                                        |
| 2              | Messico             |                                                        |
| 2              | Arabia Saudita      |                                                        |
| 1              | Australia           | Condiviso con gli Stati Uniti.                         |
| 1              | Belgio              |                                                        |
| 1              | Canada              | Condiviso con Cina e Regno Unito.                      |
| 1              | Unione europea      | Condiviso con la Francia.                              |
| 1              | Iran                |                                                        |
| 1              | Israele             |                                                        |
| 1              | Italia              |                                                        |
| 1              | Corea del Nord      |                                                        |
| 1              | Pakistan            |                                                        |
| 1              | Palestina           | Territorio conteso, parzialmente occupato da Israele.  |
| 1              | Portogallo          | Condiviso con l'ONU.                                   |
| 1              | Svizzera            |                                                        |
| 1              | Tibet               | Territorio conteso, di fatto parte della Cina.         |
| 1              | Emirati Arabi Uniti |                                                        |
| 1              | Nazioni Unite       | Condiviso con il Portogallo.                           |
| 1              | Città del Vaticano  | Condiviso con la Germania.                             |
| 1              | Venezuela           |                                                        |